# دنيس شارب
دنيس شارب (بالإنجليزية: Dennis Sharp)‏ هو كاتب ومهندس معماري بريطاني، ولد في 30 نوفمبر 1933 في بيدفورد في المملكة المتحدة، وتوفي في 6 مايو 2010.